# Стари Београд (књига)
Стари Београд: путописи, мемоари, кафане и механе је књига из 2014. године, објављена у издању издавачке куће "Етхос" из Београда. Уредник књиге је Дубравка Обрадовић.

## О делу
Књига Стари Београд: путописи, мемоари, кафане и механе је књига о времену и једној од најзначајнијих година, 1830-ој, у новијој историји Београда. Те 1830-е Београдски пашалук званично је проглашен за вазалну кнежевину са наследним кнежевским достојанством, а Београд, главно место тога пашалука, ушао је у нови период своје историје.
У књизи се налазе само они путописи и мемоари наших и страних аутора у којима се описује Београд у деветнаестом веку. Остатак текстова страних аутора се налазе у старијим преводима.
О том времену и Београду, писали су Лазар Арсенијевић - Баталака, Димитрије Николајевић Бантиш-Каменски, Сретен Поповић, Јоаким Вујић, Ото Дубислав Пирх, Боа-л-Конт, Виљем Рихтер, Димитрије Маринковић, Милан Ђ.Милићевић, Стојан Новаковић, Ђорђе Малетић, Сигфрид Капер, Коста Н.Христић, Бранислав Нушић...